# Maya (football)
Pour les articles homonymes, voir Maya.
Mauro Macuta Simão, plus couramment appelé Maya, né le 15 août 2004, est un footballeur international angolais qui évolue au poste de milieu de terrain à l'Atlético Petro Luanda.

## Biographie

### Carrière en club
Né en Angola, Mauro Macuta Simão est formé par l'Atlético Petróleos de Luanda, où il commence sa carrière professionnelle,,. Il joue son premier match avec l'équipe première du club le 27 avril 2021, titularisé pour le match de championnat contre le FC Bravos do Maquis. Le rencontre se termine par un score de parité 1-1 à l'extérieur.
L'année suivante, il fait partie de l'équipe qui remporte le championnat en mai 2022. Il est buteur lors de la victoire 3-1 contre le Desportivo Sagrada Esperança qui scelle le titre, premier pour le club depuis plus de 12 ans.

### Carrière en sélection
Maya honore sa première sélection avec l'équipe nationale d'Angola le 5 juillet 2022 contre les Comores, dans le cadre de la Coupe COSAFA. Il entre en jeu dans les derniers instant du match, alors que son équipe s'impose 3-1.